# Igreja Episcopal Anglicana do Brasil
A Igreja Episcopal Anglicana do Brasil (IEAB) é uma Igreja autônoma da Comunhão Anglicana que abrange todo o território do Brasil. É formada por nove dioceses e um distrito missionário, cada um deles dirigida por um bispo, dentre os quais um é eleito como primaz (superior). A atual bispa primaz é Marinez Rosa dos Santos Bassotto, bispa da Diocese Anglicana da Amazônia, eleita em 2022, no XXXV Sínodo Geral, em Belém, Pará. Bassotto é a primeira mulher a assumir o cargo no Brasil, América Latina e Caribe. A IEAB é a mais antiga Igreja não católica romana do país, tendo suas origens no Tratado de Comércio e Navegação firmado em 1810 entre Portugal e Inglaterra e que permitiu à Igreja da Inglaterra estabelecer capelanias no país. Em 1890, aportaram no país missionários da Igreja Episcopal dos Estados Unidos para realizar cultos em português e converter brasileiros. A IEAB foi um distrito missionário da Igreja Episcopal americana por 74 anos, obtendo sua autonomia eclesiástica em 1965, quando se tornou a décima-nona província da Comunhão Anglicana. Vinte anos depois, começou a ordenar mulheres. Já em 2018, passou a permitir o matrimônio entre pessoas do mesmo sexo. A Igreja se destaca por seu compromisso em combater problemas que afetam a sociedade brasileira, tais como a desigualdade social, a concentração fundiária, a violência doméstica, o racismo, a homofobia e a xenofobia. Sua postura inclusiva em relação às minorias tem provocado cismas, ao mesmo tempo em que atrai fiéis de outras denominações em busca de aceitação e acolhimento. Em 2021, a denominação tinha uma total de 207 comunidades, sendo 96 paróquias e 109 missões e pontos missionários .

## História
O Cristianismo chegou na Inglaterra entre os séculos I e II, antes do fim da perseguição aos cristãos no Império Romano. Inspirada na antiga religião celta, a fé cristã desenvolveu tradições e práticas distintas nas ilhas britânicas, se tornando o que estudiosos chamaram de cristianismo céltico. Esta forma de religiosidade seria mais espiritual, ecológica e mística, embora não haja um consenso entre os acadêmicos. Em 597 d.C. o então Bispo de Roma, Papa Gregório enviou Agostinho e 40 monges beneditinos numa missão para converter os anglos e unificar os celtas à Igreja Católica. Através de um acordo, os líderes religiosos locais se submeteram à autoridade papal. Com a ajuda de cristãos residentes em Kent, Agostinho estabeleceu a sé da Igreja Católica na Inglaterra em Cantuária, capital do Reino de Kent, e se tornou o primeiro Arcebispo de Cantuária em 598 d.C. Embora algumas práticas do cristianismo céltico tenham sido alteradas após o Sínodo de Whitby, em 664 d.C., a Igreja britânica já se encontrava sob a autoridade papal. A Rainha Berta de Kent já reconhecia a autoridade papal antes mesmo da chegada de Agostinho e os cristãos celtas já realizavam trabalho missionário com o apoio do papa antes do Sínodo de Whitby.

"Quem será o ditoso missionário que irá trazer o nome de Cristo a esta região ocidental? Quando será este país libertado da idolatria e do Cristianismo espúrio? Cruzes há em abundância, mas quando será aqui anunciada a doutrina da Cruz?"

Visão do missionário Henry Martin, que passou 15 dias em Salvador, sobre o Brasil.
A separação do anglicanismo do catolicismo romano iniciou-se em 1534, quando o Rei Henrique VIII da Inglaterra, movido a interesses políticos e pessoais, proclamou a independência da Igreja da Inglaterra da Igreja de Roma, rechaçando a autoridade papal. A nova Igreja, que se considera uma continuidade da Igreja primitiva por não haver rejeitado a fé católica e apostólica, logo se espalhou pelas colônias britânicas no Novo Mundo. No Brasil, no entanto, a religião oficial imposta pelos colonizadores portugueses era o catolicismo romano e as tentativas de missionarismo protestante – de huguenotes franceses e calvinistas holandeses – fracassaram. O primeiro missionário anglicano a pisar em solo brasileiro foi Henry Martin, em 1805, que aportou em Salvador, na Bahia quando seu navio seguia viagem para a Índia. Ele permaneceu por duas semanas na cidade, onde manteve contato com padres que falavam francês e latim.
Em 1808 a corte portuguesa se transfere para o Brasil e o país, embora continuasse uma colônia, ganha maior proeminência nas relações exteriores. Em 1810 Portugal e Inglaterra assinam o Tratado de Comércio e Navegação, o que permite a construção de capelas anglicanas em terras brasileiras, contanto que elas não tivessem a aparência de templos religiosos. Nesse ano, ocorreram os primeiros cultos anglicanos do país – em inglês e voltados exclusivamente para estrangeiros.
Em meados daquele século, as três principais cidades brasileiras, que haviam ganhado ainda na década de 1810 cemitérios para a colônia inglesa, já abrigavam templos anglicanos: em maio de 1822, a primeira capela anglicana do país, a Christ Church, foi aberta no Rio de Janeiro; em maio de 1838, houve a fundação do primeiro templo anglicano no Recife, a Holy Trinity Church; e em outubro de 1853, foi inaugurada a capela de Saint George's Church em Salvador. Surgiram ainda capelas anglicanas em Nova Lima e Mariana, em Minas Gerais, cidades estas que desenvolveram numerosas colônias britânicas devido à exploração das minas de Morro Velho e da Passagem por empresas inglesas. Os capelães anglicanos não faziam oposição ao status quo vigente, sendo alguns fiéis donos de escravos, em oposição aos esforços da Igreja da Inglaterra para abolir a escravidão. Segundo o Reverendo Boys, capelão da ilha de Santa Helena, que permaneceu no Rio de Janeiro a partir de 1819 devido à enfermidade de sua esposa, havia naquela época cerca de 1.500 comerciantes ingleses na então capital do Brasil que possuíam, juntos, pelo menos dois mil escravos. Embora o proselitismo dos anglicanos fosse proibido segundo os termos do tratado de 1810, há registros do batismo forçado de escravos pertencentes a James Thornton, Robert Palmer (fiéis da Christ Church) e John Alexander e Coronel Skerit (da colônia mineira). Segundo Silva, a comunidade anglicana era "ausente dos problemas sociais e políticos da população".

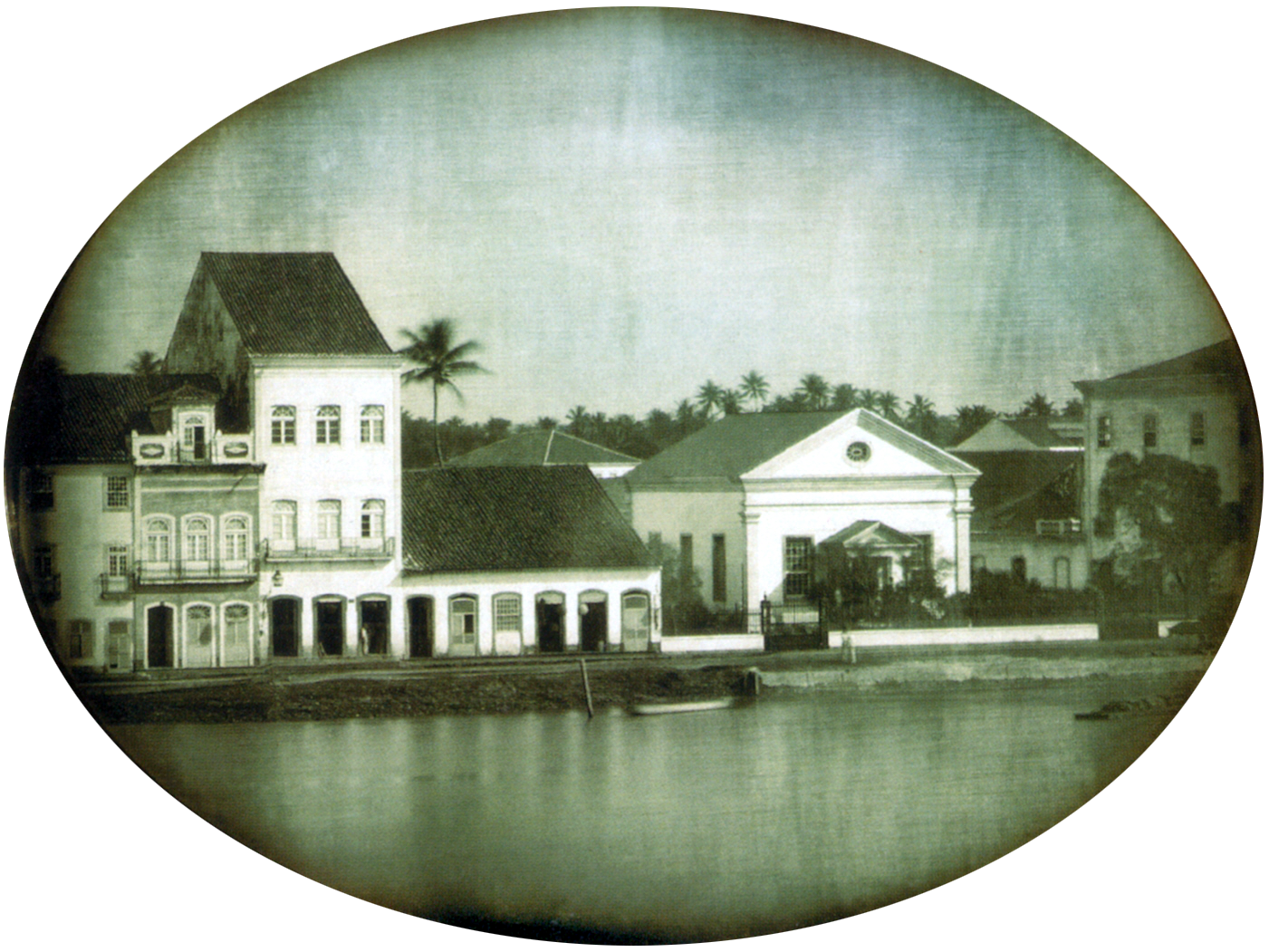
A Capela Anglicana do Recife (1838-1946) em fotografia do estadunidense Charles Fredricks, 1851.

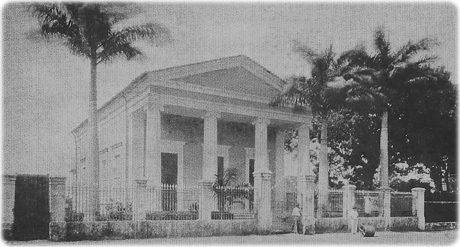
A Capela Anglicana de Salvador (1853-1975) em fotografia do suíço Guilherme Gaensly, circa 1870.

Após a independência do Brasil, foram realizados os primeiros trabalhos missionários por religiosos anglicanos no país. Em 1853, o reverendo William Cooper foi enviado pela Igreja Episcopal dos Estados Unidos para realizar trabalho missionário no país, a pedido de um episcopaliano do Rio de Janeiro, provavelmente membro da colônia americana. No entanto, o navio de Cooper naufragou no Caribe a caminho do Brasil e ele desistiu da missão, retornando para os Estados Unidos. Em 1860, o reverendo escocês Richard Holden desembarcou em Belém, no Pará, também enviado pela Igreja Episcopal dos Estados Unidos. Holden conduziu a menos fracassada das missões, permanecendo no país por doze anos. Ele escolheu Belém devido à existência de um posto de distribuição de bíblias na cidade e à expectativa de que o Rio Amazonas fosse aberto à navegação internacional. Em Belém, tentou criar uma comunidade anglicana, mas não obteve sucesso. Usou a imprensa local para difundir a religião, escrevendo artigos em jornais que provocaram a ira do então bispo católico da cidade, Dom Antônio de Macedo Costa. Holden foi responsável pela primeira tradução do Livro de Oração Comum em português e por uma dezena de hinos — dois deles presentes no hinário de 1962 — e viajava pelos afluentes do Rio Amazonas para vender bíblias nas comunidades ribeirinhas. Em 1862, após o fracasso da missão no norte, mudou-se para Salvador, onde também valeu-se da imprensa para propagar o anglicanismo. Encontrou forte oposição na capital baiana e sofreu três tentativas de assassinato. Devido à sua personalidade forte e seu estilo polêmico de pregar, Holden começou a encontrar oposição também na Igreja Episcopal dos Estados Unidos, que havia patrocinado sua vinda ao Brasil. Em 1864, aceitou convite do Dr. Robert Kalley para atuar como pastor na Igreja Congregacional Fluminense no Rio, onde a consciência social era mais profunda. Mais tarde abandonou o anglicanismo e se tornou darbista.
Embora os anglicanos tenham tido pouco destaque na luta pela abolição da escravidão no Brasil, é importante notar o papel do anglicanismo na Revolta dos Malês, ocorrida em 1835 em Salvador. Os ingleses residentes naquela cidade, que frequentavam cultos anglicanos — à época realizados em residências —, eram proprietários de escravos que utilizavam como mão de obra doméstica ou em empreendimentos de caráter manufatureiro que mantinham. Seus escravos, em sua maioria de origem muçulmana, estiveram entre os líderes do movimento, segundo os anais do Arquivo Público do Estado da Bahia. Dos 160 acusados de liderar a revolta, 45 pertenciam a ingleses residentes no bairro da Vitória. Ainda em Salvador, é possível constatar que embora alguns anglicanos não estivessem interessados em manter escravos, tampouco eram sensíveis à luta e às condições deles. Alguns ingleses que congregavam na Saint George's Church, como Edward Jones, George Mumford e George Blandy tentaram deixar seus escravos de herança para seus sucessores. Seus herdeiros, cidadãos da Coroa britânica, se recusaram a manter os escravos, pois eram impedidos pela legislação inglesa. Ao invés de conceder alforria aos escravos, o que poderiam fazer como novos donos, negociaram uma barganha financeira com os demais herdeiros, cidadãos brasileiros, que poderiam ser proprietários de escravos. Para o Reverendo Robert Walsh, incrédulo de que cidadãos britânicos pudessem comprar e vender seres humanos, o Brasil mudava a natureza das pessoas. Sobre uma cena que presenciou, o capelão — que esteve no país entre 1828 e 1829 acompanhando a missão liderada por Lord Strangford — escreveu: "[estando] em um país estrangeiro e em contato com a escravidão a sua natureza parece modificar-se, e ele passa a vender não só a mãe de crianças como as crianças também, e com tanta indiferença como se tratasse de uma porca com a sua ninhada".

"Esses missionários vieram para trabalhar com os brasileiros, ao contrário dos britânicos, que vieram trabalhar com eles mesmos. Nossa relação é obviamente mais forte com os americanos, já que eles tomaram a iniciativa de iniciar o diálogo com os brasileiros"

Reverendo Arthur Cavalcante, secretário provincial da IEAB.
As missões anglicanas só obtiveram êxito no país após 1889, quando foi proclamada a República, o que desvinculou a Igreja Católica do Estado Brasileiro e possibilitou a livre conversão de católicos ao anglicanismo e demais religiões. Em 1890, os reverendos missionários Lucien Lee Kinsolving e James Watson Morris vieram do Seminário Teológico da Virgínia, nos Estados Unidos e estabeleceram-se numa casa na Rua Voluntários da Pátria, nº 387 (endereço mais tarde conhecido como Casa da Missão), em Porto Alegre, onde realizaram o primeiro culto anglicano em português no país, em 1º de junho daquele ano. Embora os anglicanos estivessem realizando cultos no país desde 1810, esta é considerada como a data de introdução do anglicanismo no Brasil pela Igreja Episcopal Anglicana do Brasil. Outros três missionários norte-americanos — os reverendos William Cabell Brown e John Gaw Meem e a leiga Mary Packard — vieram para o Brasil no ano seguinte, estabelecendo missões em Santa Rita do Rio dos Sinos, Rio Grande e Pelotas. Esses cinco missionários são considerados os fundadores da IEAB e ajudaram a difundir o anglicanismo no Sul do país, região que hoje concentra o maior número de igrejas anglicanas.

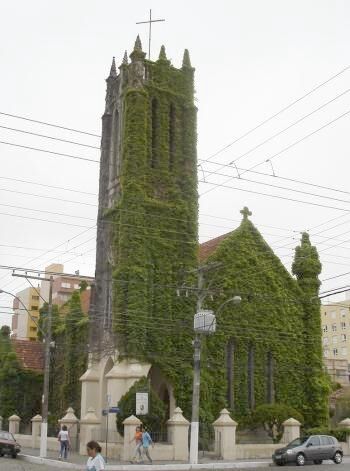
A Catedral do Redentor, localizada em Pelotas, foi uma das primeiras igrejas de confissão anglicana do Brasil, inaugurada em 1892.

Em 1893, Morris e Brown fundaram o Estandarte Cristão, jornal da comunidade anglicana em Porto Alegre. No mesmo ano, a comunidade recebeu o bispo norte-americano George William Peterkin, que ordenou quatro diáconos. Quatro anos depois, foi a vez da comunidade receber Waite Hockin Stirling, bispo das Ilhas Falkland, que ordenou os três primeiros presbíteros nacionais e confirmou 159 fiéis. Em 1899, Kinsolving foi sagrado bispo. Em 1907, os esforços missionários no país resultaram no estabelecimento do distrito missionário do Brasil no âmbito da Igreja Episcopal dos Estados Unidos. Em 1908, os missionários iniciaram suas atividades no Rio de Janeiro, então capital nacional, onde Kinsolving desejava construir a sede nacional da Igreja. Quatro anos depois, os anglicanos fundaram suas primeiras escolas em Porto Alegre e Santana do Livramento. Em 1921, a Igreja se firmou na Baixada Santista, chegando a São Paulo em 1924. Em 1926, William Mathew Merrick Thomas foi eleito bispo da comunidade brasileira e Kinsolving retornou para os Estados Unidos no ano seguinte. Em 1929, a Igreja fundou a Imprensa Episcopal e, no ano seguinte, realizou a mais importante revisão do Livro de Oração Comum (LOC). Através do LOC, os cultos eram apresentados de maneira uniforme em todas as igrejas da denominação e em língua nativa, o que aproximou o povo comum da Igreja, uma vez que até 1965, data de encerramento do Concílio Vaticano II, as missas católicas eram celebradas em latim.
O primeiro bispo nascido no Brasil, Dom Athalicio Theodoro Pithan, foi sagrado em 1940, quando a Igreja Episcopal dos Estados Unidos celebrava seus 50 anos de atividade no país. Em 1949, o distrito missionário foi dividido em três dioceses, o que deu início às discussões sobre a autonomia da Igreja Episcopal brasileira. Em 1952, foi realizado o primeiro Sínodo Nacional. Em 1955, as capelas inglesas fundadas no Período Joanino passaram à administração do distrito missionário brasileiro após um acordo firmado entre a Igreja da Inglaterra e a Igreja Episcopal dos Estados Unidos. Em 1965, a Igreja Episcopal Anglicana do Brasil foi oficialmente separada da Igreja Episcopal dos Estados Unidos, tornando-se uma província eclesiástica autônoma da Comunhão Anglicana, a décima-nona, e elegendo Dom Egmont Machado Krischke como seu bispo primaz. Desde então, a IEAB possui autonomia para elaborar seus próprios cânones e formulários litúrgicos. Em 1966, a IEAB se filiou ao Conselho Mundial de Igrejas (CMI), demonstrando seu compromisso com o ecumenismo cristão. Em 1974, o Brasil recebeu, pela primeira vez, a visita de um arcebispo de Cantuária, à época Arthur Michael Ramsey. A IEAB deixou de receber apoio financeiro da Igreja Episcopal dos Estados Unidos no ano seguinte.
Em 1985, a IEAB, seguindo deliberação do Sínodo Geral realizado no ano anterior, passou a ordenar mulheres, sendo a primeira delas a reverenda Carmen Etel Alves Gomes. A ordenação feminina na IEAB ocorreu antes mesmo da Igreja da Inglaterra começar a fazer o mesmo. Em 1990, durante o centenário da IEAB, os problemas socioeconômicos do Brasil levaram a Igreja a se focar em três prioridades: educação, serviço e expansão. No mesmo ano, os primazes norte-americano e brasileiro concordaram em estabelecer um comitê bilateral visando à reaproximação entre as igrejas, encorajando parcerias e relações mútuas entre as igrejas. A Igreja Episcopal dos Estados Unidos continua enviando missionários para o Brasil e as Dioceses de Pensilvânia e de São Paulo e as de Brasília e de Indianópolis mantêm relações mútuas. Mais recentemente, a IEAB se voltou para o diálogo com as Igrejas anglicanas dos demais países lusófonos, sem deixar sua parceria com a Igreja Episcopal dos EUA de lado.

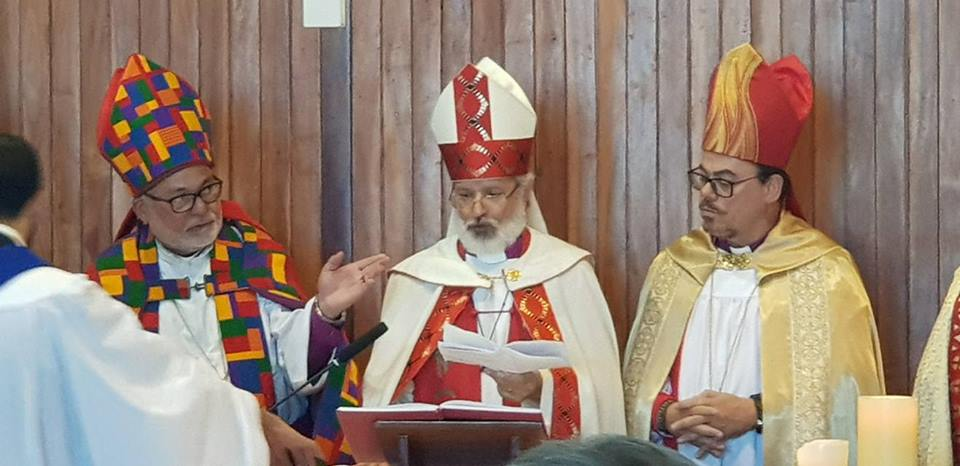
Celebração Eucarística de encerramento do XXXIV Sínodo Geral, realizado em 2018, em Brasília-DF. Na foto, se encontram os três últimos primazes da IEAB. Da esquerda para a direita, Bispo Maurício Andrade (Bispo da Diocese de Brasília), Bispo Naudal Gomes (Bispo da Diocese de Curitiba e atual Primaz) e Bispo Francisco Silva (Bispo da Diocese Anglicana Sul-Ocidental)

A Igreja tem se posicionado a respeito dos temas debatidos pela sociedade brasileira na contemporaneidade. Em 2015 foi introduzido um novo Livro de Oração Comum, custodiado pela Reverenda Cônego Marinez Bassotto, que estabeleceu a neutralidade de gênero nos rituais litúrgicos da IEAB. Durante o processo de impeachment de Dilma Rousseff, a IEAB se posicionou ao lado dos partidários da então presidente, por entender que a manobra se tratava de um golpe de estado que visava acabar com programas sociais que ajudaram a combater a desigualdade social no país. Durante o sínodo extraordinário de 2016 foi discutida a possibilidade de realização do casamento entre pessoas do mesmo sexo pela Igreja, mas os participantes não chegaram a um consenso, permanecendo em vigor o cânone antigo, que afirmava que "o matrimônio cristão é um pacto solene e público entre um homem e uma mulher". Na mesma ocasião foi aprovada a mudança da sede da IEAB de Porto Alegre para a cidade de São Paulo.
Em 20 de janeiro de 2018 a Reverenda Marinez Bassotto foi eleita a primeira bispa da história da IEAB. Sua eleição se deu na Diocese Anglicana da Amazônia por ocasião da resignação de Dom Saulo Barros. Marinez já havia concorrido ao bispado em 2012, sem sucesso. Ela foi consagrada em 21 de abril de 2018, tornando-se, na ocasião, a primeira bispa anglicana da América do Sul. Durante o XXXIV Sínodo Geral da Igreja, realizado entre 30 de maio a 03 de junho de 2018, em Brasília-DF, os cânones da IEAB foram emendados, estendendo o matrimônio a casais do mesmo sexo. Tal decisão foi aprovada com mais de 90% de votos favoráveis pelos membros do clero e do laicato, em reunião sinodal. Assim, a Igreja Episcopal Anglicana do Brasil, tornou-se a primeira Igreja histórica do país a permitir o casamento entre pessoas do mesmo sexo, sendo uma decisão histórica, que repercutiu, tanto no Brasil, como no mundo.

## Liturgia e teologia

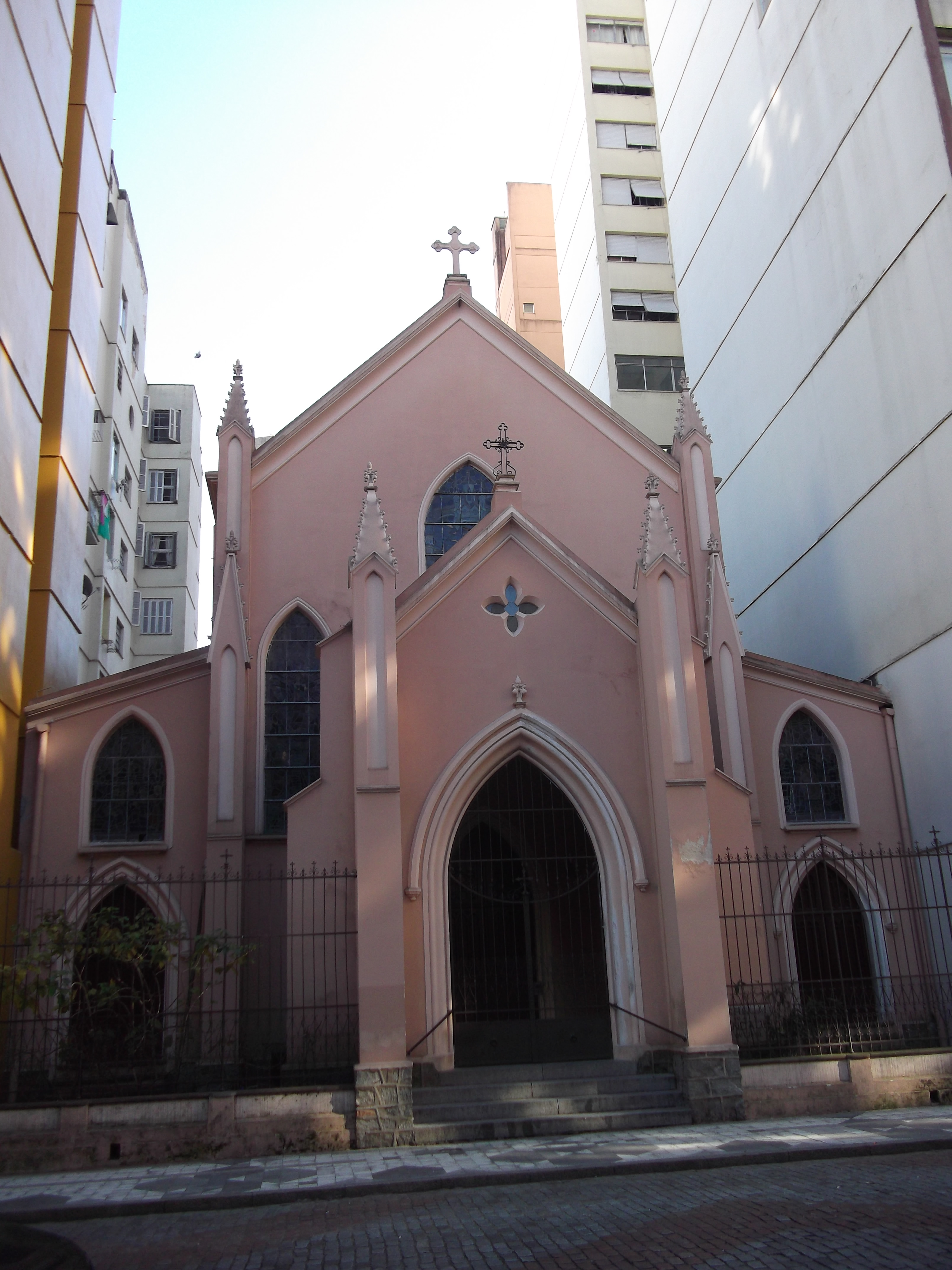
Catedral da Santíssima Trindade, em Porto Alegre, consagrada em 10 de maio de 1903.

Quando Henrique VIII separou a Igreja da Inglaterra da Igreja de Roma, os fiéis compreendiam que a mudança fora apenas de líder, de um papa para um rei. De fato, a liturgia e a estrutura hierárquica da Igreja da Inglaterra continuavam as mesmas do tempo em que era submetida à autoridade do papa, sendo ainda hoje muito similar. Nos anos seguintes, através de contatos com luteranos e calvinistas, a liturgia anglicana foi formulada através da primeira edição do Livro de Oração Comum (LOC) em 1549, uma adaptação do Rito Sarum, e da elaboração de uma declaração doutrinária denominada 39 Artigos de Religião. Desde então, a liturgia anglicana mantém-se como um meio-termo entre o catolicismo e o protestantismo. Essa atitude é designada de "via media", que, segundo a Diocese Anglicana Meridional, é "um charme do anglicanismo" e uma prova do caráter "verdadeiramente ecumênico" da igreja.
Como no catolicismo, a IEAB possui bispos, padres e diáconos, mas, semelhantemente ao protestantismo, não exige o celibato. Como no catolicismo, o centro da liturgia é o altar e a comunhão eucarística, mas grande ênfase é dada à pregação, como no protestantismo. A terminologia é tipicamente católica, mas, ao mesmo tempo, permite-se que os padres sejam chamados de "pastores", que a missa seja designada como "culto" e que a eucaristia seja chamada de "santa ceia" ou "ceia do senhor", tal como no protestantismo. Como no catolicismo, os anglicanos acreditam em santos, mas o culto às imagens é desaconselhado, como no protestantismo. Há, nos cultos, a presença de músicas tanto da tradição católica quanto do protestantismo e de compositores contemporâneos. De maneira geral, o anglicanismo entende que a congregação tem liberdade para escolher elementos litúrgicos com os quais ela esteja confortável. Em 2011 num culto em Campo Grande, por exemplo, foi abençoada uma imagem dos santos católicos Sérgio e Baco, atendendo aos pedidos da comunidade LGBT local.
Segundo a maioria dos teólogos anglicanos, a Comunhão Anglicana não possui uma doutrina teológica. Stephen Neill, por exemplo, fala de "uma atmosfera anglicana e [de] uma atitude anglicana". A IEAB não aceita nenhuma instância de poder eclesiástico como intérprete da Bíblia e os pronunciamentos de instâncias superiores, como os bispos primazes, jamais reivindicam infalibilidade ou obediência cega, ao contrário do que ocorre no catolicismo. A figura mais próxima de líder espiritual da Comunhão Anglicana é o arcebispo de Cantuária, que fornece recomendações e mantém a unidade das províncias eclesiásticas no mundo, mas não impõe doutrina alguma. Os bispos só podem interferir na liturgia de uma paróquia se ela não estiver seguindo o LOC. Apesar da falta de doutrinas, a IEAB possui um conjunto de crenças que são aceitas como parte da identidade da igreja. O discurso oficial da IEAB é definido pelo Sínodo Geral, que reúne trienalmente bispos, clérigos e representantes leigos das dioceses. De acordo com a Constituição da IEAB, somente o sínodo pode aprovar, emendar ou reformar os documentos oficiais da igreja que dizem respeito ao culto, à disciplina e à doutrina da IEAB. Mas, por ser parte da Comunhão Anglicana, isso deve sempre ocorrer em consulta e escuta às demais igrejas da tradição anglicana.
Os documentos oficiais da IEAB são o Livro de Oração Comum (LOC), de uso obrigatório nos cultos de todas as paróquias e missões, e o Catecismo. O Catecismo é utilizado para transmitir aos novos membros os conteúdos que a igreja julga essenciais para a fé, enquanto o LOC é utilizado para realizar cultos e cerimônias sacramentais, apresentando a forma como a igreja regula sua celebração litúrgica, a fim de evitar que o culto seja centrado na vontade do sacerdote em detrimento da doutrina da Igreja e da participação da comunidade. Além disso, a IEAB compartilha com a Comunhão Anglicana o "Quadrilátero de Lambeth", que serve de base para o diálogo ecumênico e que demarca sua postura diante do que considera inegociável nos acordos bilaterais entre as igrejas cristãs. Esse minimalismo na definição dos conteúdos da fé faz com que a IEAB não seja uma igreja confessional ou doutrinal propriamente dita. Segundo Calvani, é uma igreja "credal", pois exige que seus membros vinculem a fé aos credos históricos — Credo dos Apóstolos e Credo Niceno — da Igreja antiga, que devem ser repetidos em todas as celebrações eucarísticas.
A IEAB se contenta em não propor muitas explicações teológicas. Não há na IEAB ou no anglicanismo em geral qualquer doutrina sobre o que aconteceria com os elementos pão e vinho no momento da consagração. Os ritos eucarísticos do LOC apresentam praticamente todas as possibilidades (há frases que reforçam a consubstanciação e outras que reforçam a transubstanciação). As divergências no anglicanismo surgem na interpretação dada às palavras dos credos. Os anglicanos "evangélicos" (low church) afirmam que os credos devem ser aceitos de maneira literal; os "anglo-católicos" (high church) dizem que os credos implicam na aceitação dos dogmas e da tradição pós-apostólica da Igreja primitiva (se aproximando dos católicos romanos e ortodoxos) e os "liberais" (central church) buscam atualizar histórica e socialmente o sentido existencial e simbólico dos credos, o que significa a recusa em interpretá-los de maneira literal. Por não possuir caráter confessional ou doutrinal, a IEAB acaba por abrigar adeptos de todas as três vertentes, aceitando o desafio de conviver com a diversidade, sendo que os cânones da IEAB não preveem a excomunhão de fiéis.

### Sacramentos
A IEAB afirma a existência de dois sacramentos (batismo e eucaristia) e cinco ritos sacramentais (confirmação ou crisma, matrimônio, unção, absolvição dos pecados e ordenação) que evoluíram na tradição da igreja sob a direção do Espírito Santo. Os sacramentos são essenciais aos fiéis, ao contrário dos ritos sacramentais. Segundo Calvani, isso se deu devido à tentativa de acomodar as alas anglo-católica e evangélica.
- Batismo: administrado a adultos e crianças que não foram batizados em outra igreja cristã. Exige-se a confissão de fé credal (que no caso das crianças cabe aos padrinhos). É entendido como ato divino e pode ser feito por imersão, efusão ou aspersão, mas para ser considerado válido deve ser ministrado com água em nome da Santíssima Trindade. Pode ser realizado por um leigo em caso de emergência. Não pode ser repetido a quem já tenha sido batizado por demais fés; na dúvida se alguém foi batizado ou não, usa-se uma fórmula condicional: "se ainda não estás batizado, eu te batizo em nome do Pai" (LOC, 1988, p. 168).[2]
- Eucaristia: através da comunhão eucarística, o fiel participa no corpo e no sangue de Cristo. A linguagem eucarística do LOC se apresenta mais próxima da concepção católica romana do que das tradições protestantes. A eucaristia não é somente um memorial, mas um "sacrifício" de louvor e ação de graças e o meio pelo qual o sacrifício de Cristo se torna presente. Os benefícios prometidos são o perdão dos pecados, o fortalecimento da união com Cristo e a antecipação das bênçãos da vida eterna. A matéria é o pão e o vinho e apenas um presbítero ou bispo ordenado pode realizar o rito. A comunhão eucarística é o centro do culto anglicano e qualquer pessoa de outra igreja pode participar do rito, desde que devidamente batizada.[2]
- Confirmação ou crisma: ocorre por meio da imposição das mãos do bispo sobre o fiel acompanhado de uma oração na qual o Espírito Santo é invocado sobre a pessoa. Para ser válida, o celebrante deve ser um bispo de sucessão apostólica. Pessoas confirmadas ou crismadas nas igrejas católica romana, ortodoxa e luteranas, são recebidas na IEAB sem a exigência de nova confirmação, o que não ocorre com oriundos de outras igrejas.[2]
- Absolvição dos pecados: trata-se da confissão dos pecados a Deus na presença de um sacerdote. Ao final, o fiel recebe a garantia do perdão e a graça da absolvição. Pode ser individual ou coletiva e, para ser considerada válida, deve ser declarada unicamente pelo bispo ou presbítero.[2]
- Unção: consiste em colocar as mãos sobre a cabeça de uma pessoa enferma e orar por ela pedindo a cura com a intenção de que Deus lhe conceda a graça da saúde física ou espiritual. Pode ser aplicada em qualquer caso de enfermidade e, ao contrário do batismo, não é obrigado o uso de óleo, embora o mesmo seja recomendado.[2]
- Matrimônio: a forma são os votos e promessas que os noivos fazem e a declaração do ministro ordenado de que agora são esposo e esposa e a intenção é a de que estabeleçam um relacionamento estável e duradouro, tendo as alianças como matéria ou sinal visível dessa união física e espiritual. Ao contrário da Igreja Católica, a IEAB permite que fiéis divorciados se casem novamente, desde que frequentem a igreja por pelo menos um ano e a cerimônia seja precedida por uma união civil.[2] Por este motivo, o ex-jogador de futebol Pelé se casou com Assíria Nascimento na sede da Igreja Episcopal Anglicana do Recife.[35]
- Ordenação: é de extrema importância para o anglicanismo, pois, na concepção anglicana, a ausência de bispos compromete a continuidade da igreja, pois somente os bispos podem confirmar novos membros e ordenar presbíteros que podem celebrar a eucaristia, o que significa que igrejas sem a sucessão apostólica não possuem membros validamente confirmados. Na concepção da IEAB, os bispos são sucessores dos apóstolos e é seu dever "conservar a fé, unidade e disciplina da igreja toda, proclamar a palavra de Deus, agir em nome de Cristo para reconciliar o mundo e edificar a Igreja; e ordenar outros para continuar o ministério de Cristo". Um ministro procedente de outra igreja só pode ter sua ordenação reconhecida como válida e legítima se a tiver recebido das mãos de um bispo de sucessão apostólica que, no ato da ordenação, tenha sido fiel na matéria (imposição das mãos), forma (oração de ordenação) e intenção (que o ordenado seja diácono, presbítero ou bispo e tenha cumprido o ministério para o qual foi ordenado). Ministros procedentes de igrejas evangélicas ou protestantes que não tenham sido ordenados dessa forma são "reordenados".[2]

## Fé e crenças

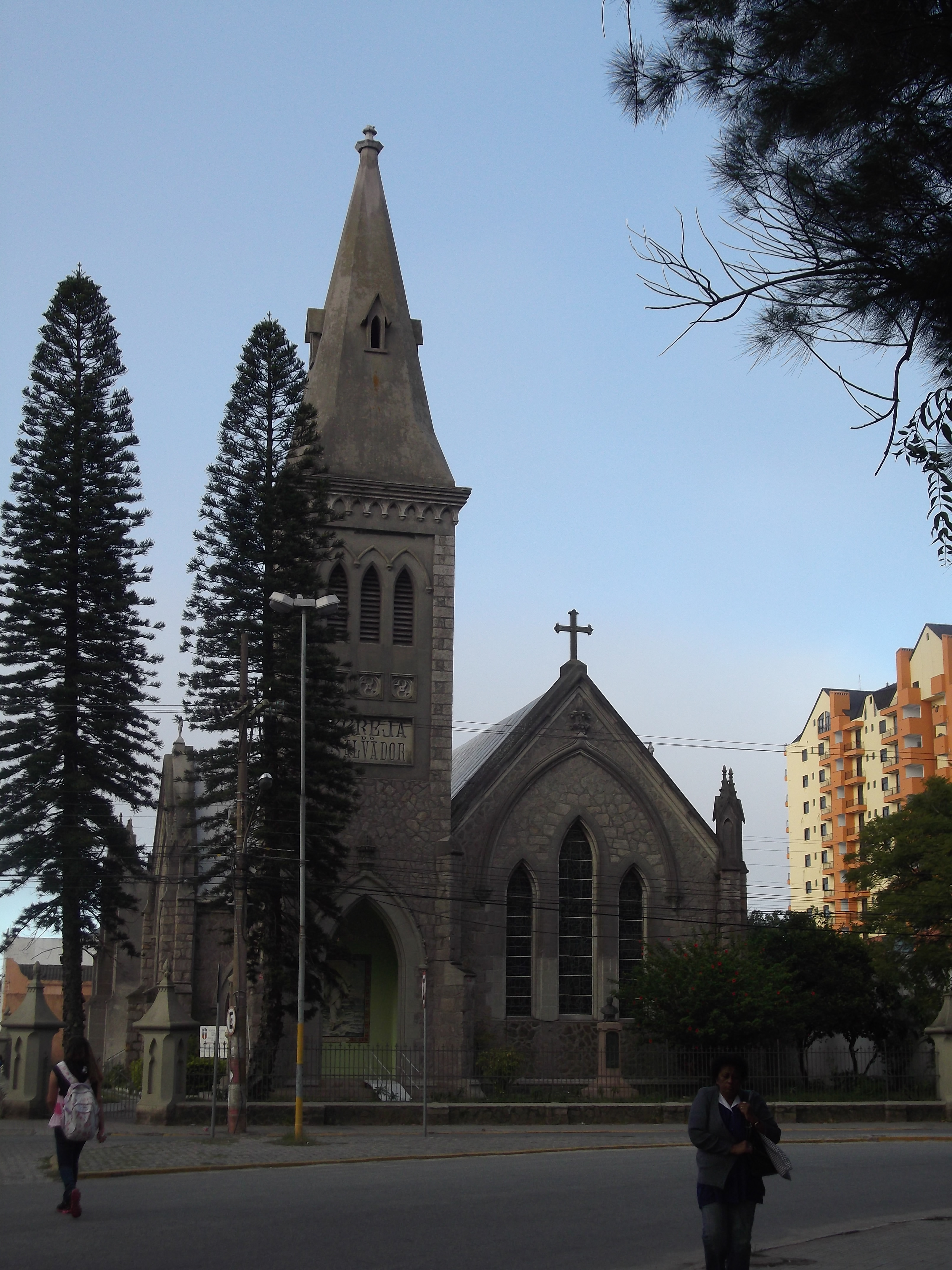
Igreja do Salvador, em Rio Grande, inaugurada em 8 de agosto de 1901.

O anglicanismo se considera uma continuidade da Igreja primitiva e das igrejas celtas. A fé cristã está presente na Inglaterra desde o século III, através das igrejas celtas que surgiram após a legalização do cristianismo pelo imperador romano Constantino. Após a invasão dos anglo-saxões, a comunidade cristã começou a ser perseguida e, mesmo após a conversão destes ao cristianismo no século VI, a Igreja inglesa continuou semi-independente da Igreja de Roma até a chegada de Santo Agostinho em 597. A partir de então, a Igreja da Inglaterra passou a reconhecer o papa como seu chefe por quase um milênio. Após a reforma anglicana do século XVI, a Igreja da Inglaterra rompeu com o papado, mas manteve a fé católica e apostólica, sendo assim considerada uma igreja surgida "de dentro para fora".
Dessa forma, a IEAB, assim como as demais províncias da Comunhão Anglicana, é considerada uma igreja "protestante" e "católica" ao mesmo tempo. É considerada "protestante" porque fez parte da Reforma religiosa do século XVI e se identificou com muitos de seus postulados teológicos e bíblicos. No entanto, as demais igrejas surgidas nesse período promoveram uma ruptura maior com o catolicismo romano, algo que o anglicanismo não fez, mantendo a crença nos credos históricos — Credo Apostólico e Credo Niceno — e preservando a ordem estabelecida pela Igreja Católica: o tríplice ministério de bispos, presbíteros e diáconos; os sacramentos do batismo e da eucaristia, conforme instituídos por Jesus Cristo; e a ênfase nas Escrituras Sagradas como meios suficientes para a redenção.
O testemunho de fé anglicano é orientado pelo tripé escrituras, tradição e razão. "Ou seja, a Bíblia como ponto de partida, interpretada pela Tradição, tendo a Razão como chave de leitura, inspirada pelo Espírito Santo, de modo que nos seja possível uma prática hermenêutica (interpretação) contextualizada", conforme texto produzido pela União da Juventude Anglicana do Brasil. A partir disso, foram definidas as cinco marcas da missão anglicana, a saber:
1. Proclamar as boas novas do reinado de Deus;
2. Ensinar, batizar e nutrir os novos crentes;
3. Responder às necessidades humanas com amor;
4. Procurar a transformação das estruturas injustas da sociedade, desafiar toda espécie de violência, e buscar a paz e a reconciliação;
5. Lutar para salvaguardar a integridade da Criação, sustentar e renovar a vida da terra.

### Bases
As bases da fé anglicana, segundo a Diocese de São Paulo, são:
- A Santíssima Trindade;
- Os 66 livros do Antigo e Novo Testamentos como palavra verdadeira de Deus, única regra da fé e da conduta cristã, suficiente para a salvação, suprema em sua autoridade, pela qual a Igreja deve sempre se reformar e julgar suas tradições;
- O ser humano como pecador e culpado, e justificado por Deus, tendo por base apenas a morte expiatória de Cristo, somente pela fé, e que as boas obras de um santo viver seguem a justificação como sua própria evidência;
- Reconhecimento de Jesus Cristo como único e suficiente mediador entre Deus e a humanidade e a sua morte como o único sacrifício pelos pecados;
- Crença em dois sacramentos (batismo e eucaristia) e cinco ritos sacramentais (confirmação, absolvição dos pecados, unção, matrimônio e ordenação);
- Aceitação do sacrifício expiatório de Cristo na cruz, feito uma só vez para sempre, em favor de todos os que creem e o aceitam;
- Crença no livre acesso do pecador a Deus pela fé e pela oração, sendo Cristo o único mediador;
- Crença na eficácia da oração pessoal como habito recomendável de refrigério para a vida espiritual e aceitável por Deus;
- Crença no dever das boas obras feitas com amor, as quais não se tornam veículos de salvação, mas expressões concretas de uma vida de fé;
- Crença na regeneração ou novo nascimento espiritual, pelo arrependimento do pecador e obra do Espirito Santo;
- Crença na autoridade da Igreja, a qual jamais perecerá e está representada nas primitivas e históricas Ordens dos Bispos, Presbíteros e Diáconos;
- Crença na utilidade da assistência regular aos ofícios divinos (cultos) realizados na língua do povo e por ministros que representam a autoridade apostólica;
- Crença no conteúdo dos Credos Apostólico e Niceno, sumários suficientes da fé universal dos cristãos e aceitos desde os primeiros séculos;
- Crença na construção constante da Igreja baseada no testemunho da Bíblia, dos Credos e da tradição, interpretados pela razão e sujeitos sempre à orientação do Espirito Santo.

## Questões sociais
"É muito provável que as pessoas homoafetivas fossem acolhidas por Jesus. O Evangelho que ele pregou foi de contracultura e inclusão dos marginalizados"

Bispo Maurício José Araújo de Andrade, ex-bispo primaz da IEAB, em entrevista à CartaCapital.
Devido à predominância da ala liberal (central church) — que defende uma interpretação mais social das escrituras devido à opressão que uma leitura literal pode provocar —, a IEAB rejeita o fanatismo e prega uma teologia social que visa engajar as congregações e comunidades em debates ainda considerados tabus na sociedade brasileira, como a concentração fundiária, a violência doméstica, o machismo, o racismo, a homofobia e a xenofobia. Define-se como uma comunidade cristã preocupada com a vida social, política, moral e espiritual dos seus membros. Ao contrário das demais igrejas evangélicas que ganham espaço no país, a IEAB é identificada com causas progressistas, o que seria um reflexo da ampla formação teológica que os líderes religiosos da igreja recebem. Segundo o Reverendo Arthur Cavalcante, "a Igreja Anglicana é um lugar onde você pode ter uma visão alternativa do que é uma igreja".
Além de progressista, a IEAB é uma igreja inclusiva, oferecendo acolhimento e apoio a grupos historicamente marginalizados como LGBTs, mulheres, indígenas e sem-terra. Segundo os cânones da igreja, "como cristãos, somos portadores da promessa do Espírito Santo, que nos conduz à Palavra feita carne, que acolhe os oprimidos, abandonados, incompreendidos e marginalizados". Assim sendo, a IEAB foi uma das primeiras igrejas no âmbito da Comunhão Anglicana a permitir a ordenação de mulheres aos três níveis de ministério, em 1985. Segundo Adriano Portela, as mudanças efetuadas no Livro de Oração Comum trinta anos mais tarde, incorporando a neutralidade de gênero nos rituais litúrgicos da igreja, é uma prova de que a IEAB "absorveu o discurso feminista em sua teologia, reconhecendo que a ação de Deus não se restringe a determinado gênero, mas se estende à humanidade inteira". Segundo ele foi natural que a igreja tivesse, em seguida, discutido a questão do matrimônio entre pessoas do mesmo sexo, uma vez que "o movimento feminista abriu espaço à teoria queer na sociedade civil".
De fato, a igreja defende que "todas as pessoas batizadas, fiéis e obedientes a Deus, não obstante suas orientações sexuais, são membros plenos do Corpo de Cristo, a Igreja", permitindo a comunhão de fiéis homossexuais desde 1998. No ano anterior, um documento elaborado pela câmara dos bispos afirmou que "a sexualidade é um dom de Deus e as relações sexuais, exercidas no contexto do amor e do respeito mútuo, não só devem ser aceitas, mas também consideradas como coisas boas que Deus criou". Menezes aponta que em 2001 a IEAB realizou a primeira consulta nacional sobre a sexualidade humana, quando seus fiéis decidiram rejeitar "o princípio da exclusão, implícito na ética do pecado e da impureza" e declarar a inclusividade como "essência do ministério encarnado de Jesus". Em maio de 2011, a Igreja divulgou uma carta em apoio à decisão do Supremo Tribunal Federal de reconhecer a união entre pessoas do mesmo sexo no Brasil. Em junho de 2018, a IEAB emendou seus cânones, passando a permitir o matrimônio entre pessoas do mesmo sexo.
Outra peculiaridade da IEAB em comparação às demais igrejas protestantes do país é seu caráter ecumênico, que faz parte de sua essência teológica e que, segundo Calvani, seria um empecilho à conversão em massa de novos fiéis. Apesar disso, sua postura inclusiva e progressista tem atraído fiéis de outras denominações – em especial membros da comunidade LGBT – insatisfeitos com a postura de suas igrejas em relação às questões sociais.

## Membros
O número de membros da IEAB é difícil de precisar, pois a teologia anglicana qualifica todos os batizados como membros da igreja, mesmo aqueles que, batizados na infância, nunca se incorporaram à vida comunitária. Dessa forma, a estatística oficial enumera 103 mil membros desde 1890. Jacob, em seu Atlas da filiação religiosa e indicadores sociais no Brasil, apontou a existência de 16.591 anglicanos no Brasil em 2000. O número de pessoas que se declaravam anglicanas no censo daquele ano (incluindo membros de igrejas dissidentes e sem ligação com a IEAB) era de 13.880, o que correspondia a 0,2% dos evangélicos de missão do país. Cinco anos mais tarde, Calvani estimou em 20.000 o número de membros da igreja no país, considerando a soma de membros "comungantes" (frequentadores assíduos) e "em plena comunhão" (pessoas que assumem cargos de liderança leiga e contribuem financeiramente com a instituição). Em 2009 uma pesquisa realizada pela Fundação Getúlio Vargas estimava que os anglicanos correspondiam a 0,01% da população brasileira, à época 19.400 membros. Outras estimativas colocam esse número entre 60 e 75 mil.
Segundo Calvani, a presença relativamente pequena do anglicanismo no país se deve ao compromisso ecumênico da IEAB, o que inibe grandes iniciativas missionárias comuns em outras denominações cristãs. Mesmo assim, de acordo com a jornalista Michelle Veronese, boa parte dos novos fiéis são oriundos de igrejas com as quais a IEAB mantém laços ecumênicos: "em geral, são ex-católicos e ex-evangélicos, em busca de aceitação e acolhimento".
Um mito bastante difundido na sociedade é que os anglicanos seriam pessoas com renda superior à média da população. No entanto, segundo a Diocese Meridional, há tanto paróquias compostas por pessoas de classe média e alta quanto paróquias localizadas em periferias. A IEAB se define como uma igreja inclusiva, "acolhendo todos os tipos de pessoa que o amor de Cristo e a mensagem do Evangelho uniu", diz o texto da Diocese que busca desmistificar esta crença.

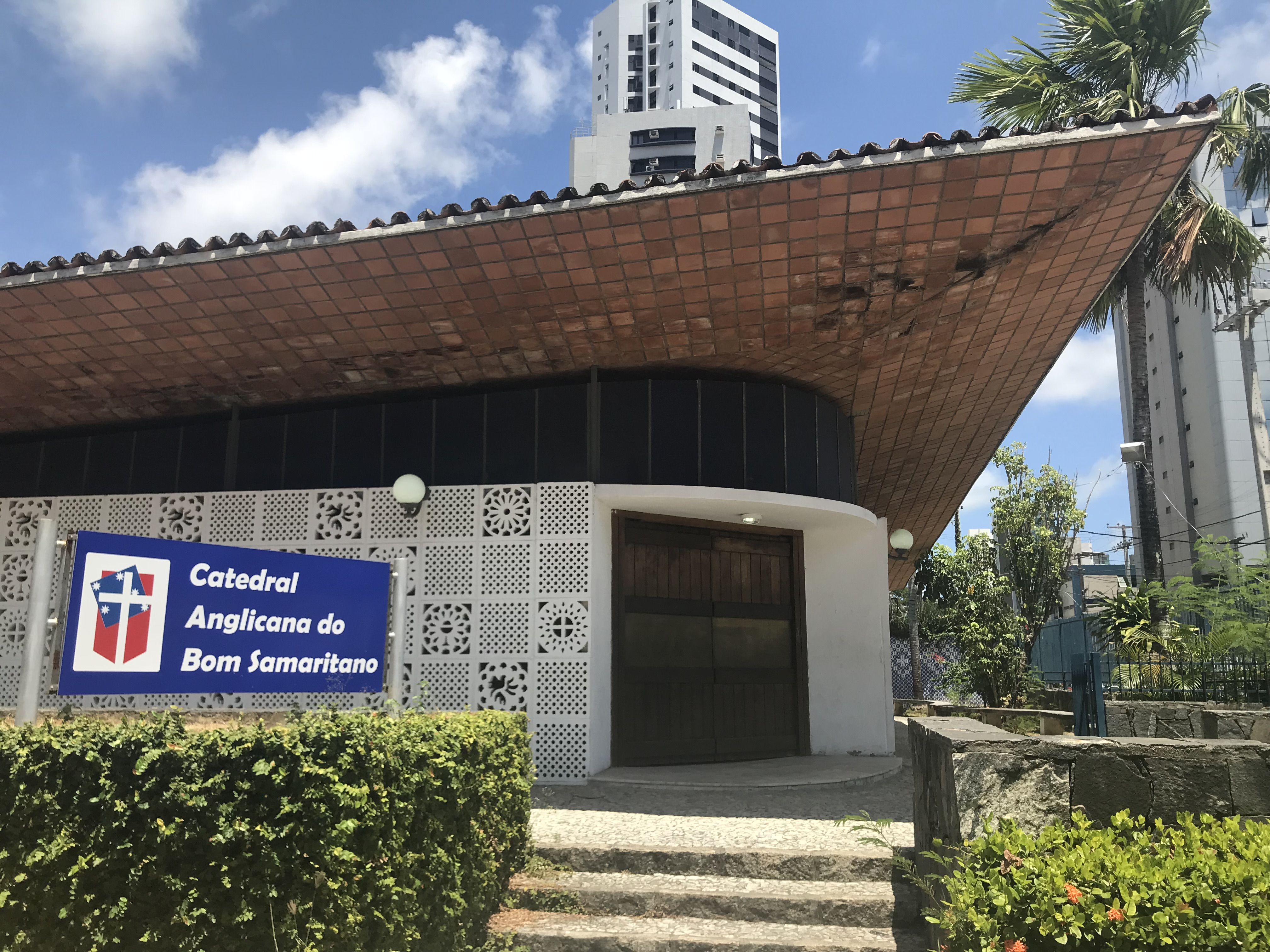
Catedral do Bom Samaritano, sé da Diocese Anglicana do Recife, inaugurada em Recife, Pernambuco, em 10 de fevereiro de 1990.

## Críticas, dissidências e cismas
A IEAB é o ramo mais antigo e mais bem organizado do anglicanismo no Brasil; as demais igrejas anglicanas são relativamente novas, surgidas a partir da década de 1990. Há, no Brasil, diversas igrejas que disputam a herança da tradição anglicana. No entanto, a IEAB é a única Igreja vinculada institucionalmente, de direito e de fato, à Comunhão Anglicana. Para fazer parte da Comunhão, as igrejas nacionais (ou províncias) precisam reconhecer a primazia (liderança) de honra do arcebispo de Cantuária, colaborar financeiramente de acordo com seus recursos para a manutenção do escritório central da Comunhão Anglicana, enviar bispos para representar sua província na Conferência de Lambeth (reunião dos bispos anglicanos que ocorre a cada dez anos), designar ou eleger um bispo primaz que representará a igreja local no encontro bienal dos primazes e designar ou eleger representantes (bispos, clérigos ou leigos) para fazerem parte do Conselho Consultivo Anglicano.
Em junho de 2013, após a imprensa veicular que a polícia do Paraná estava procurando um padre anglicano de Campina Grande do Sul acusado de estupro, maus tratos e exploração de crianças em um orfanato do qual era diretor, a IEAB decidiu mapear todas as denominações autoproclamadas "anglicanas" do país. A IEAB listou 24 congregações, dioceses, igrejas, paróquias e até mesmo uma província que usam a denominação "anglicana" ou "episcopal". Apesar do furor causado entre os fiéis da IEAB, descobriu-se que o padre em questão pertencia à Igreja Anglicana Tradicional, surgida no final do século XX em oposição às inovações liberais da Comunhão Anglicana como a ordenação feminina e a tolerância à homossexualidade.
Nos últimos anos, a IEAB tem sido criticada, tanto interna quanto externamente, por sua postura liberal. Em 25 de janeiro de 2005, Dom Robinson Cavalcanti, então bispo da Diocese Anglicana do Recife, opondo-se à predominância da ala liberal na igreja, promoveu um cisma na IEAB. A decisão de Cavalcanti ocorreu por oposição à aceitação de fiéis homossexuais pela IEAB. Ele declarou unilateralmente a suspensão do relacionamento da Diocese do Recife com a Província do Brasil, proclamando-a como uma "Diocese autônoma da Comunhão Anglicana". Segundo Christina Takatsu Winnischofer, então Secretária Geral da IEAB, Cavalcanti proclamou uma "guerra santa" entre anglicanos evangélicos e liberais, ao punir "todos os que discordavam dele". Apesar de constituir ato raro e extremo, o bispo foi expulso da IEAB em 10 de junho de 2005 pelo Tribunal Superior Eclesiástico. Em setembro de 2005, devido à sua expulsão, a IEAB foi desconvidada a participar do III Encontro Anglicano do Hemisfério Sul. Em 2013, a IEAB conseguiu, através de decisão judicial, recuperar a posse, a propriedade e a administração de todos os bens e direitos administrados pela dissidente Igreja Anglicana—Diocese do Recife. Isso significa que cinco templos (e todos seus pertences) retornaram à supervisão da Diocese Anglicana do Recife. Outro grupo surgido em oposição à ala liberal da IEAB foi a Igreja Anglicana Reformada do Brasil, em 2005. É contra a união de casais do mesmo sexo no Brasil, defendendo o matrimônio como "aquele definido pelas Escrituras": a união entre um homem e uma mulher em um compromisso exclusivo e monogâmico.
Em 2013, o reverendo Carlos Eduardo Calvani, do Distrito Missionário do Oeste, atraiu a ira das igrejas evangélicas de Campo Grande ao escrever um texto — a propósito da realização de uma Marcha para Jesus na cidade com o apoio financeiro da prefeitura — onde afirmava que a relação dos evangélicos brasileiros com a política assemelha-se aos regimes teocratas islâmicos. Segundo Calvani, "o movimento evangélico hoje é um dos maiores perigos para a sociedade brasileira e o Estado Laico por seu potencial fundamentalista". O texto acabou sendo retirado do ar devido às ameaças sofridas por Calvani e pela comunidade anglicana da cidade. Segundo o reverendo, sua intenção original era criticar o fundamentalismo evangélico e não o movimento evangélico como um todo, sendo que o entendimento do texto foi prejudicado pelos cortes editoriais do portal Campo Grande News. Calvani optou por retirar do ar temporariamente o site de sua paróquia a fim de preservar os membros de sua comunidade e decidiu denunciar às autoridades policiais um e-mail ameaçador que recebeu do líder de uma Igreja Pentecostal da cidade. Na visão dos evangélicos ortodoxos a IEAB está "enterrada em um liberalismo teológico que passa da razão", demonstrando ser alheia à Bíblia e até mesmo herética.

## Estrutura

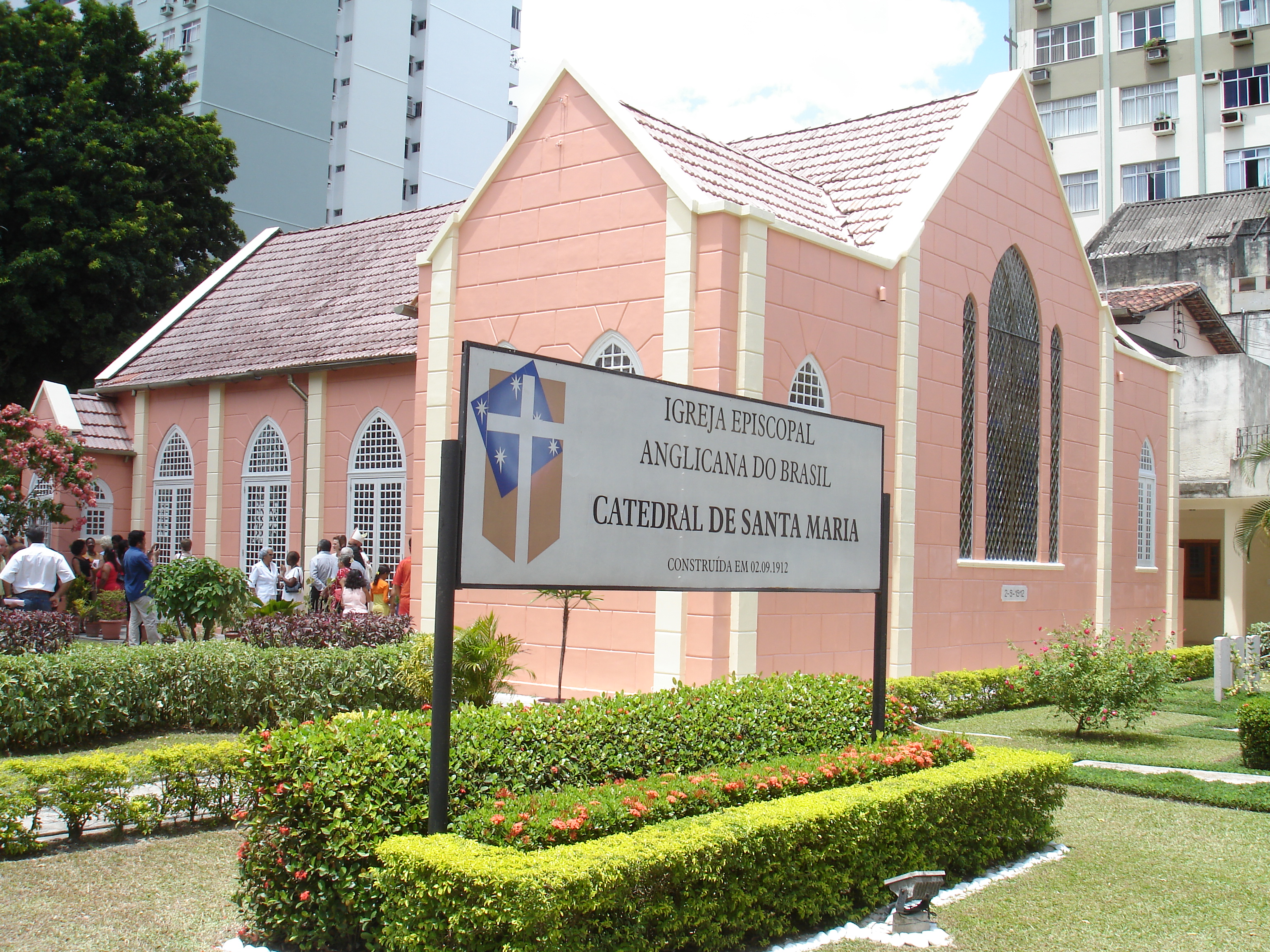
Catedral de Santa Maria em Belém, sé da Diocese Anglicana da Amazônia, inaugurada em 30 de novembro de 1912.

A organização sacerdotal da IEAB é tríplice, dividida em bispos, presbíteros e diáconos. O bispo é o pastor principal e primeiro missionário da diocese, presidindo a eucaristia, ordenando homens e mulheres ao ministério sagrado, confirmando e celebrando a liturgia. Além disso, atua como o administrador de sua diocese. Os presbíteros são os lideres espirituais e pastorais das congregações locais e são assistidos por diáconos e lideres leigos. Os diáconos, além de auxiliares dos presbíteros, exercem o ministério com os pobres e enfermos e o trabalho missionário, sob a orientação do bispo. Estima-se que atualmente cerca de 40% do clero da IEAB seja composto por mulheres. Embora a ordenação feminina seja permitida desde 1985, a Igreja só elegeu sua primeira bispa em 2018. Para a IEAB, os membros leigos também são participantes no ministério de Cristo, sendo que alguns destes são escolhidos para ministérios especiais e, para tal, recebem a autorização do bispo como ministros leigos.
A estrutura eclesiástica é dividida em dois órgãos máximos: a Câmara dos Bispos — composta por todos os bispos em atividade, além dos bispos aposentados, que não têm direito a voto — e a Câmara dos Clérigos e dos Leigos — composta por seis representantes eleitos em cada diocese no Concílio Diocesano imediatamente anterior à reunião do Sínodo Geral, sendo três clérigos e três leigos. Cada órgão adota seu próprio regimento interno. O Sínodo Geral, uma reunião de ambas as Câmaras, é o órgão máximo da IEAB. Em casos previstos nos cânones ou por solicitação de uma das câmaras pode ser realizado por apenas um dos órgãos. Quando o Sínodo não está ativamente reunido, é representado pelo Conselho Executivo, convocado pelo bispo primaz. Os planos e programas definidos pelo Conselho Executivo são implementados pela Secretaria-Geral.

### Dioceses e distrito missionário

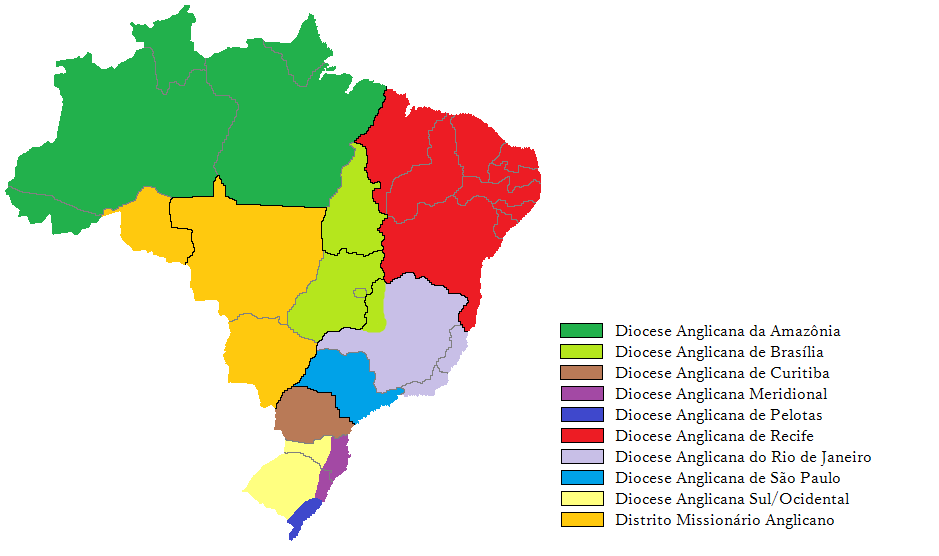
Dioceses anglicanas do Brasil.

Atualmente, a Igreja Episcopal Anglicana do Brasil está presente em mais de 150 localidades do país, sendo composta por nove dioceses e um distrito missionário (onde a presença anglicana é menor e carece de recursos para seu auto-sustento), cada um deles encabeçado por um bispo.
| - Diocese Anglicana da Amazônia - Diocese Anglicana de Brasília - Diocese Anglicana de Curitiba - Diocese Anglicana de Pelotas - Diocese Anglicana do Rio de Janeiro | - Diocese Anglicana de São Paulo - Diocese Anglicana do Recife - Diocese Anglicana Meridional (sé em Porto Alegre) - Diocese Anglicana Sul-Ocidental (sé em Santa Maria) - Distrito Missionário do Oeste |

### Lideranças
Bispos primazes
| #               | Nome                                   | Período           | Diocese               |
| Bispos primazes | Bispos primazes                        | Bispos primazes   | Bispos primazes       |
| --------------- | -------------------------------------- | ----------------- | --------------------- |
| 9º              | Bispa Marinez Rosa dos Santos Bassotto | 2022 — atualidade | Diocese da Amazônia   |
| 8º              | Bispo Naudal Alves Gomes               | 2018 — 2022       | Diocese de Curitiba   |
| 7º              | Bispo Francisco de Assis da Silva      | 2013 — 2018       | Diocese Sul-Ocidental |
| 6º              | Bispo Maurício José Araújo de Andrade  | 2006 — 2013       | Diocese de Brasília   |
| 5º              | Bispo Orlando Santos de Oliveira       | 2003 — 2006       | Diocese Meridional    |
| 4º              | Bispo Glauco Soares de Lima            | 1993 — 2003       | Diocese de São Paulo  |
| 3º              | Bispo Olavo Ventura Luiz               | 1986 — 1992       | Diocese Sul-Ocidental |
| 2º              | Bispo Arthur Rodolpho Kratz            | 1972 — 1984       |                       |
| 1º              | Bispo Egmont Machado Krischke          | 1965 — 1971       |                       |

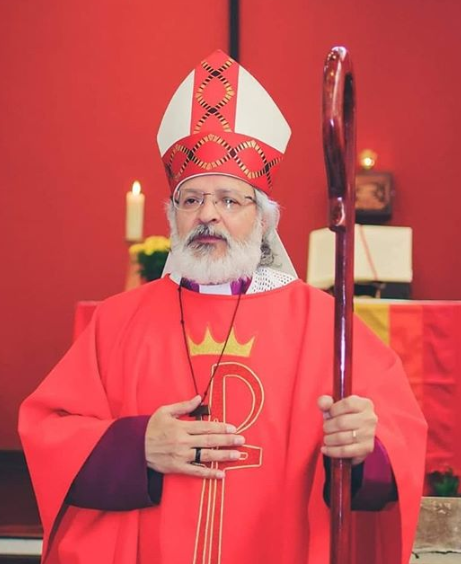
Bispo Naudal Alves Gomes, bispo da Diocese de Curitiba e primaz da IEAB de 2018 a 2022

Presidentes da Câmara de Clérigos e Leigos
| Nome                                       | Período                                    | Diocese                                    |                                            |
| Presidentes da Câmara de Clérigos e Leigos | Presidentes da Câmara de Clérigos e Leigos | Presidentes da Câmara de Clérigos e Leigos | Presidentes da Câmara de Clérigos e Leigos |
| ------------------------------------------ | ------------------------------------------ | ------------------------------------------ | ------------------------------------------ |
| Sr. Fernando Hallberg Luiz                 | 2013 — atualidade                          | Diocese Sul-Ocidental                      |                                            |
| Sra. Selma Rosa                            | 2010 — 2013                                | Diocese de Curitiba                        |                                            |
| Rev. Luiz Alberto Barbosa                  | 2006 — 2010                                | Diocese de Brasília                        |                                            |
| Rev. Francisco de Assis da Silva           | 2003 — 2006                                | Diocese Meridional                         |                                            |
| Revda. Dilce Regina Paiva de Oliveira      | 2000 — 2003                                | Diocese de Pelotas                         |                                            |

Secretários Gerais
| Nome                                 | Período            | Diocese                        |                    |
| Secretários gerais                   | Secretários gerais | Secretários gerais             | Secretários gerais |
| ------------------------------------ | ------------------ | ------------------------------ | ------------------ |
| Rev. Arthur Cavalcante               | 2011 — atualidade  | Diocese Anglicana de São Paulo |                    |
| Rev. Francisco de Assis da Silva     | 2006 — 2011        | Diocese Meridional             |                    |
| Sra. Christina Takatsu Winnischofer  | 2003 — 2006        | Diocese Anglicana de São Paulo |                    |
| Rev. Maurício José Araújo de Andrade | 1994 — 2003        |                                |                    |